# Tenderyzacja
Tenderyzacja – proces skruszania włókien mięśniowych poprzez ich nacinanie, stosowany celem poprawy organoleptycznych parametrów mięsa. Zabiegu takiego dokonuje się za pomocą tenderyzatora.
Nacinanie włókien mięśniowych, poprzez zwiększenie czynnej powierzchni mięśni, polepsza plastyczność mięsa oraz zwiększa jego podatność na wiązanie solanek i panierów.